# 2014 par pays au Proche-Orient
Les événements par pays de l'année 2014 au Proche-Orient et dans le monde arabe.
Chronologie par pays au Proche-Orient
- 2010
- 2011
- 2012
- 2013
- 2014
- 2015
- 2016
- 2017
- 2018

## Algérie
- 17 avril 2014 : Abdelaziz Bouteflika, président de la République depuis 1999, est réélu pour un quatrième mandat.

## Émirats arabes unis
Les Émirats arabes unis (EAU) sont un État fédéral regroupant sept émirats mitoyens, Abou Dabi, Ajman, Charjah, Doubaï, Foudjaïrah, Ras el-Khaïmah et Oumm al-Qaïwaïn.

## Irak
- 30 avril 2014 : élections législatives en Irak. La Coalition de l'État de droit, formation du premier ministre Nouri al-Maliki, arrive en tête mais n'obtient que 24,14% des voix et n'a pas de majorité au parlement irakien.
- 10 juin 2014 : Prise de Mossoul par une coalition réunissant l'État islamique en Irak et au Levant, les milices tribales sunnites et les groupes baasistes. Dans les jours suivants, les insurgés s'emparent de Tikrit et menacent Bagdad[1].
- 13 juin 2014 : Le grand ayatollah Ali al-Sistani, chef du clergé chiite, lance un appel à combattre l'État islamique. Des milices de volontaires chiites se constituent, les Hachd al-Chaabi (Unités de mobilisation populaire)[2].
- 29 juin 2014 : Abou Bakr al-Baghdadi, chef de l'État islamique, proclame le califat.
- 3 août 2014 : L'État islamique s'empare de la ville de Sinjar dans la province de Ninive. Des dizaines de milliers d'habitants yézidis, traqués par les djihadistes qui les considèrent comme des païens, s'enfuient dans les montagnes proches[3].
- 8 août 2014 : Début des frappes aériennes américaines contre l'État islamique.
- 11 août 2014 : Le président Fouad Massoum désigne Haïder al-Abadi comme premier ministre à la place de Nouri al-Maliki[4].

## Liban
- 15 février 2014 : formation du gouvernement de Najib Mikati.

- 23 avril 2014 : le parlement vote pour donner un successeur à Michel Sleimane, président de la République. En l'absence du quorum de députés nécessaires, qui serait de 86 députés sur 128, ce vote ne peut aboutir. Les 27 tentatives suivantes, qui se succèdent jusqu'en 2016, ne permettent toujours pas d'atteindre ce quorum.